# Цвайгельт
Цвайгельт (нем. Zweigelt) — технический (винный) сорт винограда австрийского происхождения, используемый для производства красных вин.

## Происхождение
Сорт был выведен Фрицем Цвайгельтом в 1922 году, в Федеральном институте виноградарства и помологии в  Клостернойбурге. Виноград получен скрещиванием Сен Лоран × Блауфранкиш. Изначально был назван Ротбургером, что немедленно привело к путанице с Ротбергером, сортом, выведенным примерно тогда же, в немецком Гайзенхайме. Некоторое время назывался Штайерротбургер, пока в 1975 году, австрийский винодел, Ленц Мозер, не переименовал сорт в Цвайгельт.
В свою очередь, сорт является родительским для других. Например, Каберне Моравия получен скрещиванием Цвайгельта и Каберне Фран.
В начале 2000x вокруг названия разгорелся скандал, связанный с политическими симпатиями Фрица Цвайгельта, который, как оказалось, вступил в НСДАП в 1933 году. Группа лиц, ассоциированных с "Institut ohne direkte Eigenschaften" (буквально, "Институт без каких-либо особенностей", скандально известный художественный центр в Вене), предложила переименовать Цвайгельт в "Блауэрмонтаг".

## География
Самый популярный красный сорт винограда в Австрии, особенно славится им регион Бургенланд. В 2008 году сортом было занято 6512 Га, и с тех пор эта величина сильно не изменилась — в 2018 сортом занято 6425 Га. Также культивируется в Чехии, Германии, Венгрии и Словакии.

## Основные характеристики
Листья округлые или пятиугольные, трех- пятилопастные.
Грозди средние, цилиндрические компактные, крылатые.
Ягоды округлые, черно-синие.
Сорт среднего периода созревания. Вызревает раньше, чем Пино-нуар или Блауфранкиш.
Урожайность высокая.

## Применение

Слева направо:
- Блауфранкиш + Цвайгельт + Сен-Лоран
- Цвайгельт + Сен-Лоран
- Блауфранкиш + Цвайгельт

Сорт используется как для приготовления ординарных столовых и марочных вин, так и в ассамбляжах (Цвайгельт + Каберне Совиньон + Мерло, Цвайгельт + Блауфранкиш, Цвайгельт + Блауфранкиш + Сен-Лоран, Цвайгельт + Пино-нуар). Вина обладают потенциалом к хранению. 
Вина обладают легким фиолетово-красноватым цветом, фруктовым букетом и невысокими или средними танинами. Зрелые, полнотелые и долгоживущие вина отличаются тонами кисло-сладкой вишни.

## Синонимы
Ротбургер (не путать с Ротбергером), Штайерротбургер, Zweigeltrebe, Blauer Zweigelt.